# Colibași (Giurgiu)
Colibaşi es una comuna ubicada en el distrito de Giurgiu, Rumania.

## Superficie
Cuenta con una superficie de 28,33 kilómetros cuadrados.

## Demografía
Hasta 2021 la población era de 3186 habitantes, con una densidad de población de 112,5 habitantes por kilómetro cuadrado.